# Coupe UEFA 2007-2008
Navigation
Édition précédente Édition suivante
La Coupe UEFA 2007-2008 est la compétition de la Coupe UEFA qui, en 2007-2008, met aux prises des clubs de football du continent européen, dont les vainqueurs des Coupes nationales.
La finale s'est déroulée au City of Manchester Stadium de Manchester le 14 mai 2008, et a vu la victoire du Zénith Saint-Pétersbourg face au club écossais des Glasgow Rangers, sur le score de deux buts à zéro.
C'est la première coupe de l'UEFA remportée par le Zénith et c'est la deuxième fois qu'on assiste à la victoire d'un club russe.

## Tours préliminaires

### Premier tour préliminaire
Les matchs se tiennent les 19 juillet et 2 août.
| Sud        |                                                       |                           |     |               |           |                           |                           |
| 1          | Drapeau de la Croatie                                 | Hajduk Split              | 1-1 | 2-1           | 1-0       | FK Budućnost Podgorica    | Drapeau du Monténégro     |
| 2          | Drapeau du Monténégro                                 | FK Rudar Pljevlja         | 0-2 | 0-4           | 0-2       | Omonia Nicosie            | Drapeau de Chypre         |
| 3          | Drapeau de la Croatie                                 | Slaven Belupo             | 6-2 | 8-4           | 2-2       | KS Teuta Durrës           | Drapeau de l'Albanie      |
| 4          | Drapeau de la Serbie                                  | Bezanija Novi Belgrade    | 2-2 | 2-2E          | 0-0       | KS Besa Kavajë            | Drapeau de l'Albanie      |
| 5          | Drapeau de Malte                                      | Sliema Wanderers FC       | 0-3 | 0-7           | 0-4       | PFK Litex Lovetch         | Drapeau de la Bulgarie    |
| 6          | Drapeau de la Serbie                                  | Vojvodina Novi Sad        | 5-1 | 7-1           | 2-0       | Paola Hibernians FC       | Drapeau de Malte          |
| 7          | Drapeau d'Andorre                                     | FC Santa Coloma           | 1-0 | 1-4           | 0-4       | Maccabi Tel-Aviv          | Drapeau d’Israël          |
| 8          | Drapeau de la Bosnie-Herzégovine                      | NK Široki Brijeg          | 3-1 | 6-3           | 3-2       | NK FC Koper               | Drapeau de la Slovénie    |
| 9          | Drapeau de la Macédoine                               | Vardar Skopje             | 0-1 | 0-2           | 0-1       | Anorthosis Famagouste     | Drapeau de Chypre         |
| 10         | Drapeau de la Slovénie                                | ND Gorica                 | 1-2 | 2-4           | 1-2       | Rabotnički Kometal Skopje | Drapeau de la Macédoine   |
| 11         | Drapeau de la Bosnie-Herzégovine                      | HSK Zrinjski Mostar       | 1-6 | 1-11          | 0-5       | Partizan Belgrade         | Drapeau de la Serbie      |
| Centre-Est |                                                       |                           |     |               |           |                           |                           |
| 12         | Drapeau de la Slovaquie                               | FC ViOn Zlaté Moravce     | 3-1 | 4-2           | 1-1       | FC Alma-Ata               | Drapeau du Kazakhstan     |
| 13         | Drapeau de la Hongrie                                 | MTK Hungária              | 2-1 | 2-2E          | 0-1       | Mika Erevan               | Drapeau de l'Arménie      |
| 14         |                                                       | Dyskobolia                | 0-0 | 1-0           | 1-0       | FK MKT Araz Imisli        | Drapeau de l'Azerbaïdjan  |
| 15         |                                                       | GKS Bełchatów             | 2-0 | 2-2 4-2 t.a.b | 0-2 a. p. | Ameri Tbilissi            | Drapeau de la Géorgie     |
| 16         | Drapeau de la Slovaquie                               | Artmedia Bratislava       | 1-1 | E3-3          | 2-2       | Zimbru Chişinău           | Drapeau de la Moldavie    |
| 17         | Drapeau de la Suisse                                  | BSC Young Boys            | 1-1 | 5-1           | 4-0       | Banants Erevan            | Drapeau de l'Arménie      |
| 18         | Drapeau de la Moldavie                                | Nistru Otaci              | 1-1 | 2-2 4-5 t.a.b | 1-1 a. p. | Budapest Honvéd           | Drapeau de la Hongrie     |
| 19         | Drapeau de l'Autriche                                 | SV Ried                   | 3-1 | 4-3           | 1-2       | FK Neftchi Bakou          | Drapeau de l'Azerbaïdjan  |
| 20         | Drapeau du Liechtenstein                              | FC Vaduz                  | 0-2 | 0-2           | 0-0       | Dinamo Tbilissi           | Drapeau de la Géorgie     |
| 21         | Drapeau du Kazakhstan                                 | FK Aktobe                 | 1-0 | 3-4           | 2-4       | SV Mattersburg            | Drapeau de l'Autriche     |
| Nord       |                                                       |                           |     |               |           |                           |                           |
| 22         | Drapeau des Îles Féroé                                | B36 Tórshavn              | 1-3 | 3-6           | 2-3       | Ekranas Panevėžys         | Drapeau de la Lituanie    |
| 23         | Drapeau de l'Irlande                                  | Drogheda United           | 1-1 | 4-1           | 3-0       | SP Libertas               | Drapeau de Saint-Marin    |
| 24         | Drapeau du pays de Galles                             | Rhyl FC                   | 3-1 | 3-3E          | 0-2       | FC Haka Valkeakoski       | Drapeau de la Finlande    |
| 25         | Drapeau du pays de Galles                             | Carmarthen Town           | 0-8 | 3-14          | 3-6       | SK Brann                  | Drapeau de la Norvège     |
| 26         | Drapeau de l'Estonie                                  | FC Flora Tallinn          | 0-1 | 0-2           | 0-1       | Vålerenga IF              | Drapeau de la Norvège     |
| 27         | Drapeau des Îles Féroé                                | EB/Streymur               | 0-1 | 1-2           | 1-1       | MyPa 47                   | Drapeau de la Finlande    |
| 28         | Drapeau de l'Irlande du Nord (drapeau du Royaume-Uni) | Dungannon Swifts          | 1-0 | 1-4           | 0-4       | Sūduva Marijampolė        | Drapeau de la Lituanie    |
| 29         | Drapeau de la Norvège                                 | Lillestrøm SK             | 2-1 | 2-2E          | 0-1       | UN Käerjeng               | Drapeau du Luxembourg     |
| 30         | Drapeau de la Lettonie                                | Metalurgs Liepaja         | 1-1 | 3-2           | 2-1       | Dynamo Brest              | Drapeau de la Biélorussie |
| 31         | Drapeau de la Suède                                   | Helsingborgs IF           | 6-0 | 9-0           | 3-0       | Narva Trans               | Drapeau de l'Estonie      |
| 32         | Drapeau du Danemark                                   | FC Midtjylland            | 2-3 | 4-4           | 2-1       | ÍBK Keflavík              | Drapeau de l'Islande      |
| 33         | Drapeau de l'Islande                                  | KR Reykjavík              | 1-1 | 1-2           | 0-1       | BK Häcken                 | Drapeau de la Suède       |
| 34         | Drapeau de l'Irlande                                  | St. Patrick's Athletic FC | 0-0 | 0-5           | 0-5       | OB Odense                 | Drapeau du Danemark       |
| 35         | Drapeau de la Finlande                                | HJK Helsinki              | 2-0 | 3-0           | 1-0       | Etzella Ettelbruck        | Drapeau du Luxembourg     |
| 36         | Drapeau de l'Irlande du Nord (drapeau du Royaume-Uni) | Glentoran FC              | 0-5 | 0-9           | 0-4       | AIK Solna                 | Drapeau de la Suède       |
| 37         | Drapeau de la Lettonie                                | Skonto Riga               | 1-1 | 1-3           | 0-2       | Dynamo Minsk              | Drapeau de la Biélorussie |

Les 37 équipes gagnantes sont qualifiées pour le Second tour préliminaire.

### Second tour préliminaire
Les équipes suivantes participent au second tour préliminaire : les 16 qualifiés d'office, les 11 vainqueurs de la Coupe Intertoto 2007, ainsi que les 37 qualifiés du premier tour préliminaire.
Le tirage au sort a été effectué le 3 août.
Les matches aller ont eu lieu le 16 août, et les matches retour le 30 août.
| Match      | Pays                             | Club                      | Aller | Total | Retour | Club                     | Pays                             |
| ---------- | -------------------------------- | ------------------------- | ----- | ----- | ------ | ------------------------ | -------------------------------- |
| Sud        |                                  |                           |       |       |        |                          |                                  |
| 1          | Drapeau de la Roumanie           | Oţelul Galaţi             | 1-3   | 1-3   | 0-0    | Lokomotiv Sofia          | Drapeau de la Bulgarie           |
| 2          | Drapeau de la Roumanie           | CFR 1907 Cluj             | 1-3   | 1-3   | 0-0    | Anorthosis Famagouste    | Drapeau de Chypre                |
| 3          | Drapeau de la Macédoine          | Rabotnički Kometal Skopje | 0-0   | 2-1   | 2-1    | HSK Zrinjski Mostar      | Drapeau de la Bosnie-Herzégovine |
| 4          | Drapeau de la Croatie            | Slaven Belupo             | 1-2   | 2-4   | 1-2    | Galatasaray              | Drapeau de la Turquie            |
| 5          | Drapeau du Portugal              | União Leiria              | 0-0   | 1-0   | 1-0    | Maccabi Netanya          | Drapeau d’Israël                 |
| 6          | Drapeau de la Croatie            | Hajduk Split              | 0-1   | 1-2   | 1-1    | Sampdoria                | Drapeau de l'Italie              |
| 7          | Drapeau de l'Albanie             | KS Besa Kavajë            | 0-3   | 0-6   | 0-3    | PFK Litex Lovetch        | Drapeau de la Bulgarie           |
| 8          | Drapeau d’Israël                 | Maccabi Tel-Aviv          | 1-1   | 2-4   | 1-3    | Erciyesspor              | Drapeau de la Turquie            |
| 9          | Drapeau de l'Espagne             | Atlético Madrid           | 3-0   | 5-1   | 2-1    | Vojvodina Novi Sad       | Drapeau de la Serbie             |
| 10         | Drapeau de la Bosnie-Herzégovine | NK Široki Brijeg          | 0-3   | 0-6   | 0-3    | Hapoël Tel-Aviv          | Drapeau d’Israël                 |
| 11         | Drapeau de Chypre                | Omonia Nicosie            | 1-1   | 2-3   | 1-2    | FK CSKA Sofia            | Drapeau de la Bulgarie           |
| Centre-Est |                                  |                           |       |       |        |                          |                                  |
| 12         | Drapeau de la Suisse             | FC Bâle                   | 2-1   | 6-1   | 4-0    | SV Mattersburg           | Drapeau de l'Autriche            |
| 13         | Drapeau de l'Autriche            | SV Ried                   | 1-1   | 1-4   | 0-3    | FC Sion                  | Drapeau de la Suisse             |
| 14         | Drapeau de l'Arménie             | Mika Erevan               | 2-1   | 2-3   | 0-2    | Artmedia Bratislava      | Drapeau de la Slovaquie          |
| 15         | Drapeau de l'Ukraine             | FC Dnipro Dnipropetrovsk  | 1-1   | 5-3   | 4-2    | GKS Bełchatów            | Drapeau de la Pologne            |
| 16         | Drapeau de la Hongrie            | Budapest Honvéd           | 0-0   | 0-4   | 0-4    | Hambourg SV              | Drapeau de l'Allemagne           |
| 17         | Drapeau de la Suisse             | BSC Young Boys            | 1-1   | 2-6   | 1-5    | RC Lens                  | Drapeau de la France             |
| 18         | Drapeau du Kazakhstan            | FC Tobol Kustanay         | 0-1   | 0-3   | 0-2    | Dyskobolia               | Drapeau de la Pologne            |
| 19         | Drapeau de l'Autriche            | Austria Vienne            | 4-3   | 5-4   | 1-1    | FK Jablonec 97           | Drapeau de la Tchéquie           |
| 20         | Drapeau de la Slovaquie          | FC ViOn Zlaté Moravce     | 0-2   | 0-5   | 0-3    | Zénith Saint-Pétersbourg | Drapeau de la Russie             |
| 21         | Drapeau de l'Autriche            | Rapid Vienne              | 3-0   | 8-0   | 5-0    | Dinamo Tbilissi          | Drapeau de la Géorgie            |
| Nord       |                                  |                           |       |       |        |                          |                                  |
| 22         | Drapeau de la Finlande           | MyPa 47                   | 0-1   | 0-3   | 0-2    | Blackburn Rovers         | Drapeau de l'Angleterre          |
| 23         | Drapeau de l'Irlande             | Drogheda United           | 1-1   | 1-4   | 0-3    | Helsingborgs IF          | Drapeau de la Suède              |
| 24         | Drapeau de la Lettonie           | Metalurgs Liepaja         | 3-2   | 3-4   | 0-2    | AIK Solna                | Drapeau de la Suède              |
| 25         | Drapeau de la Finlande           | HJK Helsinki              | 2-1   | 2-4   | 0-3    | AaB Ålborg               | Drapeau du Danemark              |
| 26         | Drapeau de la Lituanie           | Ekranas Panevėžys         | 1-1   | 1-7   | 0-6    | Vålerenga IF             | Drapeau de la Norvège            |
| 27         | Drapeau de l'Écosse              | Dunfermline               | 1-1   | 1-2   | 0-1    | BK Häcken                | Drapeau de la Suède              |
| 28         | Drapeau de la Norvège            | SK Brann                  | 2-1   | 6-4   | 4-3    | Sūduva Marijampolė       | Drapeau de la Lituanie           |
| 29         | Drapeau de la Finlande           | FC Haka Valkeakoski       | 1-2   | 3-7   | 2-5    | FC Midtjylland           | Drapeau du Danemark              |
| 30         | Drapeau de la Biélorussie        | Dynamo Minsk              | 1-1   | 1-5   | 0-4    | OB Odense                | Drapeau du Danemark              |
| 31         | Drapeau du Luxembourg            | UN Käerjeng               | 0-3   | 0-4   | 0-1    | Standard de Liège        | Drapeau de la Belgique           |
| 32         | Drapeau de la Norvège            | Fredrikstad FK            | 1-2   | 2-3   | 1-1    | Hammarby IF              | Drapeau de la Suède              |

## Premier tour
Les équipes suivantes participent au premier tour : les 32 qualifiés d'office, les 16 équipes repêchées de la Ligue des Champions, ainsi que les 32 qualifiés du deuxième tour préliminaire.
Le tirage au sort a été effectué le 31 août. Les équipes étaient réparties en 8 chapeaux de 10, contenant chacun 5 têtes de série. Les rencontres tirées au sort opposent une tête de série à une équipe qui ne l'est pas.
Les équipes suivies d'une astérisque (ex : Équipe*) sont les têtes de série.
Les matches aller ont lieu le 20 septembre, et les matches retour le 4 octobre. Les clubs peuvent choisir d'échanger les matches aller-retour pour une quelconque raison, seul est nécessaire un accord entre les deux clubs.
| Match | Pays | Club                      | Aller | Total         | Retour    | Club                      | Pays |
| ----- | ---- | ------------------------- | ----- | ------------- | --------- | ------------------------- | ---- |
| 1     |      | FC Midtjylland            | 1-3   | 1-5           | 0-2       | Lokomotiv Moscou*         |      |
| 2     |      | FC Groningue              | 1-1   | 2-2 3-4 t.a.b | 1-1 a. p. | ACF Fiorentina*           |      |
| 3     |      | Rabotnički Kometal Skopje | 1-1   | 1-2           | 0-1       | Bolton Wanderers*         |      |
| 4     |      | AEK Athènes*              | 3-0   | 3-1           | 0-1       | Red Bull Salzbourg        |      |
| 5     |      | FC Nuremberg              | 0-0   | E2-2          | 2-2       | Rapid Bucarest*           |      |
| 6     |      | Everton*                  | 1-1   | 4-3           | 3-2       | Metalist Kharkiv          |      |
| 7     |      | Zénith Saint-Pétersbourg* | 3-0   | 4-1           | 1-1       | Standard de Liège         |      |
| 8     |      | Bayer Leverkusen*         | 3-1   | 5-4           | 2-3       | União Leiria              |      |
| 9     |      | Villarreal CF*            | 4-1   | 6-1           | 2-0       | BATE Borissov             |      |
| 10    |      | FC Sion                   | 3-2   | 4-7           | 1-5       | Galatasaray*              |      |
| 11    |      | Atlético Madrid*          | 4-0   | 9-0           | 5-0       | Erciyesspor               |      |
| 12    |      | Tampere United            | 2-3   | 3-4           | 1-1       | Girondins de Bordeaux*    |      |
| 13    |      | Artmedia Bratislava       | 1-2   | 1-5           | 0-3       | Panathinaïkos*            |      |
| 14    |      | Sparta Prague*            | 0-0   | 0-0 4-3 t.a.b | 0-0 a. p. | OB Odense                 |      |
| 15    |      | Empoli*                   | 2-1   | 2-4           | 0-3       | FC Zurich                 |      |
| 16    |      | FC Sochaux*               | 0-2   | 1-2           | 1-0       | Panionios                 |      |
| 17    |      | RSC Anderlecht*           | 1-1   | 2-1           | 1-0       | Rapid Vienne              |      |
| 18    |      | Paços de Ferreira         | 0-1   | 0-1           | 0-0       | AZ Alkmaar*               |      |
| 19    |      | Sampdoria*                | 2-2   | 2-2E          | 0-0       | AaB Ålborg                |      |
| 20    |      | FK Spartak Moscou*        | 5-0   | 8-1           | 3-1       | BK Häcken                 |      |
| 21    |      | Hammarby IF               | 2-1   | 2-5           | 0-4       | Sporting Braga*           |      |
| 22    |      | AEL Larissa               | 2-0   | 3-2           | 1-2       | Blackburn Rovers*         |      |
| 23    |      | FK Mladá Boleslav         | 0-1   | 1-1 4-2 t.a.b | 1-0 a. p. | US Palerme*               |      |
| 24    |      | Dinamo Zagreb             | 0-1   | 3-3E          | 3-2       | Ajax Amsterdam*           |      |
| 25    |      | Lokomotiv Sofia           | 1-3   | 3-4           | 2-1       | Stade rennais*            |      |
| 26    |      | SK Brann                  | 0-1   | 2-2E          | 2-1       | FC Bruges*                |      |
| 27    |      | Bayern Munich*            | 1-0   | 3-0           | 2-0       | CF Belenenses             |      |
| 28    |      | Aberdeen FC               | 0-0   | 1-1E          | 1-1       | FC Dnipro Dnipropetrovsk* |      |
| 29    |      | SC Heerenveen*            | 5-3   | 6-8           | 1-5       | Helsingborgs IF           |      |
| 30    |      | Toulouse FC               | 0-0   | 1-1E          | 1-1       | FK CSKA Sofia*            |      |
| 31    |      | PFK Litex Lovetch         | 0-1   | 1-4           | 1-3       | Hambourg SV*              |      |
| 32    |      | FK Sarajevo               | 1-2   | 1-8           | 0-6       | FC Bâle*                  |      |
| 33    |      | Austria Vienne*           | 2-0   | 4-2           | 2-2       | Vålerenga IF              |      |
| 34    |      | Hapoël Tel-Aviv*          | 0-0   | 1-0           | 1-0       | AIK Solna                 |      |
| 35    |      | Aris FC                   | 1-0   | 2-E           | 1-2       | Real Saragosse*           |      |
| 36    |      | Dinamo Bucarest*          | 1-2   | 2-2E          | 1-0       | IF Elfsborg               |      |
| 37    |      | Tottenham Hotspur*        | 6-1   | 7-2           | 1-1       | Anorthosis Famagouste     |      |
| 38    |      | RC Lens*                  | 1-1   | 2-3           | 1-2       | FC Copenhague             |      |
| 39    |      | Getafe CF*                | 1-0   | 3-3E          | 2-3       | FC Twente                 |      |
| 40    |      | Dyskobolia                | 0-1   | 0-2           | 0-1       | Étoile rouge de Belgrade* |      |

## Phase de groupe
Les équipes suivantes participent à la phase de groupe :
| Les 40 équipes qualifiées :                                                                                           | | | | |
| Austria Vienne RSC Anderlecht Dinamo Zagreb FK Mladá Boleslav Sparta Prague AaB Ålborg FC Copenhague Bolton Wanderers | Everton Tottenham Hotspur Atlético Madrid Getafe CF Villarreal CF Girondins de Bordeaux Stade rennais Toulouse FC | Bayer Leverkusen Bayern Munich FC Nuremberg Hambourg SV AEK Athènes AEL Larissa Aris FC Panathinaïkos | Panionios Hapoël Tel-Aviv ACF Fiorentina AZ Alkmaar SK Brann Sporting Braga Lokomotiv Moscou Spartak Moscou | Zénith Saint-Pétersbourg Aberdeen FC Étoile rouge de Belgrade FC Bâle FC Zurich Helsingborgs IF IF Elfsborg Galatasaray |

Voir l'article sur la Phase de groupes de la Coupe UEFA 2007-2008.

### Critères de départage
Selon le paragraphe 4.05 du règlement UEFA de la saison 2007-2008, si deux équipes ou plus sont à égalité de points à l'issue de la dernière journée, les critères suivants s'appliquent pour déterminer le classement :
1. plus grand nombre de points obtenus lors des matchs joués entre les équipes en question ;
2. différence de buts supérieure lors des matchs joués entre les équipes en question ;
3. plus grand nombre de buts inscrits à l'extérieur lors des matchs joués entre les équipes en question ;
4. meilleure différence de buts sur l'ensemble des matchs ;
5. plus grand nombre de buts inscrits dans tous les matchs ;
6. plus grand coefficient UEFA du club et de sa fédération, sur les cinq dernières saisons.

Qualification :
| Les trois premiers de chaque groupe se qualifient pour les seizièmes de finale |
| Les deux derniers sont éliminés                                                |

### Groupe A
| Rang | Équipe                   | Pts | J | G | N | P | Bp | Bc | Diff |  | Résultats (▼ dom., ► ext.) |     |     |     |     |     |
| ---- | ------------------------ | --- | - | - | - | - | -- | -- | ---- |  | -------------------------- | --- | --- | --- | --- | --- |
| 1    | Everton                  | 12  | 4 | 4 | 0 | 0 | 9  | 3  | +6   |  | Everton                    |     |     | 1-0 |     | 3-1 |
| 2    | FC Nuremberg             | 7   | 4 | 2 | 1 | 1 | 7  | 6  | +1   |  | FC Nuremberg               | 0-2 |     |     | 2-1 |     |
| 3    | Zénith Saint-Pétersbourg | 5   | 4 | 1 | 2 | 1 | 6  | 6  | 0    |  | Zénith Saint-Pétersbourg   |     | 2-2 |     | 1-1 |     |
| 4    | AZ Alkmaar               | 4   | 4 | 1 | 1 | 2 | 5  | 6  | -1   |  | AZ Alkmaar                 | 2-3 |     |     |     | 1-0 |
| 5    | AEL Larissa              | 0   | 4 | 0 | 0 | 4 | 4  | 10 | -6   |  | AEL Larissa                |     | 1-3 | 2-3 |     |     |

### Groupe B
| Rang | Équipe           | Pts | J | G | N | P | Bp | Bc | Diff |  | Résultats (▼ dom., ► ext.) |     |     |     |     |     |
| ---- | ---------------- | --- | - | - | - | - | -- | -- | ---- |  | -------------------------- | --- | --- | --- | --- | --- |
| 1    | Atlético Madrid  | 10  | 4 | 3 | 1 | 0 | 9  | 4  | +5   |  | Atlético Madrid            |     | 2-1 | 2-0 |     |     |
| 2    | Panathinaïkos    | 9   | 4 | 3 | 0 | 1 | 7  | 2  | +5   |  | Panathinaïkos              |     |     | 3-0 |     | 2-0 |
| 3    | Aberdeen         | 4   | 4 | 1 | 1 | 2 | 5  | 6  | -1   |  | Aberdeen                   |     |     |     | 4-0 | 1-1 |
| 4    | FC Copenhague    | 3   | 4 | 1 | 0 | 3 | 1  | 7  | -6   |  | FC Copenhague              | 0-2 | 0-1 |     |     |     |
| 5    | Lokomotiv Moscou | 2   | 4 | 0 | 2 | 2 | 4  | 7  | -3   |  | Lokomotiv Moscou           | 3-3 |     |     | 0-1 |     |

### Groupe C
| Rang | Équipe         | Pts | J | G | N | P | Bp | Bc | Diff |  | Résultats (▼ dom., ► ext.) |     |     |     |     |     |
| ---- | -------------- | --- | - | - | - | - | -- | -- | ---- |  | -------------------------- | --- | --- | --- | --- | --- |
| 1    | Villarreal     | 10  | 4 | 3 | 1 | 0 | 7  | 3  | +4   |  | Villarreal                 |     | 1-1 |     |     | 2-0 |
| 2    | ACF Fiorentina | 8   | 4 | 2 | 2 | 0 | 10 | 4  | +6   |  | ACF Fiorentina             |     |     |     | 2-1 | 6-1 |
| 3    | AEK Athènes    | 5   | 4 | 1 | 2 | 1 | 4  | 4  | 0    |  | AEK Athènes                | 1-2 | 1-1 |     |     |     |
| 4    | Mladá Boleslav | 3   | 4 | 1 | 0 | 3 | 5  | 6  | -1   |  | Mladá Boleslav             | 1-2 |     | 0-1 |     |     |
| 5    | Elfsborg       | 1   | 4 | 0 | 1 | 3 | 3  | 12 | -9   |  | Elfsborg                   |     |     | 1-1 | 1-3 |     |

### Groupe D
| Rang | Équipe        | Pts | J | G | N | P | Bp | Bc | Diff |  | Résultats (▼ dom., ► ext.) |     |     |     |     |     |
| ---- | ------------- | --- | - | - | - | - | -- | -- | ---- |  | -------------------------- | --- | --- | --- | --- | --- |
| 1    | Hambourg      | 10  | 4 | 3 | 1 | 0 | 7  | 1  | +6   |  | Hambourg                   |     | 1-1 |     |     | 3-0 |
| 2    | FC Bâle       | 8   | 4 | 2 | 2 | 0 | 3  | 1  | +2   |  | FC Bâle                    |     |     | 1-0 |     | 1-0 |
| 3    | SK Brann      | 4   | 4 | 1 | 1 | 2 | 3  | 4  | -1   |  | SK Brann                   | 0-1 |     |     | 2-1 |     |
| 4    | Dinamo Zagreb | 2   | 4 | 0 | 2 | 2 | 2  | 5  | -3   |  | Dinamo Zagreb              | 0-2 | 0-0 |     |     |     |
| 5    | Stade rennais | 2   | 4 | 0 | 2 | 2 | 2  | 6  | -4   |  | Stade rennais              |     |     | 1-1 | 1-1 |     |

### Groupe E
| Rang | Équipe            | Pts | J | G | N | P | Bp | Bc | Diff |  | Résultats (▼ dom., ► ext.) |     |     |     |     |     |
| ---- | ----------------- | --- | - | - | - | - | -- | -- | ---- |  | -------------------------- | --- | --- | --- | --- | --- |
| 1    | Bayer Leverkusen  | 9   | 4 | 3 | 0 | 1 | 8  | 2  | +6   |  | Bayer Leverkusen           |     |     |     | 1-0 | 1-0 |
| 2    | FK Spartak Moscou | 7   | 4 | 2 | 1 | 1 | 4  | 3  | +1   |  | FK Spartak Moscou          | 2-1 |     | 1-0 |     |     |
| 3    | FC Zurich         | 6   | 4 | 2 | 0 | 2 | 4  | 7  | -3   |  | FC Zurich                  | 0-5 |     |     |     | 2-0 |
| 4    | AC Sparta Prague  | 4   | 4 | 1 | 1 | 2 | 4  | 5  | -1   |  | AC Sparta Prague           |     | 0-0 | 1-2 |     |     |
| 5    | Toulouse FC       | 3   | 4 | 1 | 0 | 3 | 4  | 7  | -3   |  | Toulouse FC                |     | 2-1 |     | 2-3 |     |

### Groupe F
| Rang | Équipe                   | Pts | J | G | N | P | Bp | Bc | Diff |  | Résultats (▼ dom., ► ext.) |     |     |     |     |     |
| ---- | ------------------------ | --- | - | - | - | - | -- | -- | ---- |  | -------------------------- | --- | --- | --- | --- | --- |
| 1    | Bayern Munich            | 8   | 4 | 2 | 2 | 0 | 12 | 5  | +7   |  | Bayern Munich              |     |     | 2-2 | 6-0 |     |
| 2    | Sporting Braga           | 6   | 4 | 1 | 3 | 0 | 5  | 3  | +2   |  | Sporting Braga             | 1-1 |     |     |     | 2-0 |
| 3    | Bolton                   | 6   | 4 | 1 | 3 | 0 | 5  | 4  | +1   |  | Bolton                     |     | 1-1 |     | 1-1 |     |
| 4    | Aris                     | 5   | 4 | 1 | 2 | 1 | 5  | 8  | -3   |  | Aris                       |     | 1-1 |     |     | 3-0 |
| 5    | Étoile rouge de Belgrade | 0   | 4 | 0 | 0 | 4 | 2  | 9  | -7   |  | Étoile rouge de Belgrade   | 2-3 |     | 0-1 |     |     |

### Groupe G
| Rang | Équipe          | Pts | J | G | N | P | Bp | Bc | Diff |  | Résultats (▼ dom., ► ext.) |     |     |     |     |     |
| ---- | --------------- | --- | - | - | - | - | -- | -- | ---- |  | -------------------------- | --- | --- | --- | --- | --- |
| 1    | Getafe          | 9   | 4 | 3 | 0 | 1 | 7  | 5  | +2   |  | Getafe                     |     |     | 2-1 |     | 1-2 |
| 2    | Tottenham       | 7   | 4 | 2 | 1 | 1 | 7  | 5  | +2   |  | Tottenham                  | 1-2 |     |     | 3-2 |     |
| 3    | RSC Anderlecht  | 5   | 4 | 1 | 2 | 1 | 5  | 4  | +1   |  | RSC Anderlecht             |     | 1-1 |     |     | 2-0 |
| 4    | AaB Ålborg      | 4   | 4 | 1 | 1 | 2 | 7  | 7  | 0    |  | AaB Ålborg                 | 1-2 |     | 1-1 |     |     |
| 5    | Hapoël Tel-Aviv | 3   | 4 | 1 | 0 | 3 | 3  | 8  | -5   |  | Hapoël Tel-Aviv            |     | 0-2 |     | 1-3 |     |

### Groupe H
| Rang | Équipe                | Pts | J | G | N | P | Bp | Bc | Diff |  | Résultats (▼ dom., ► ext.) |     |     |     |     |     |
| ---- | --------------------- | --- | - | - | - | - | -- | -- | ---- |  | -------------------------- | --- | --- | --- | --- | --- |
| 1    | Girondins de Bordeaux | 12  | 4 | 4 | 0 | 0 | 9  | 5  | +4   |  | Girondins de Bordeaux      |     | 2-1 | 2-1 |     |     |
| 2    | Helsingborgs IF       | 7   | 4 | 2 | 1 | 1 | 8  | 5  | +3   |  | Helsingborgs IF            |     |     |     | 1-1 | 3-0 |
| 3    | Galatasaray           | 4   | 4 | 1 | 1 | 2 | 6  | 5  | +1   |  | Galatasaray                |     | 2-3 |     |     | 0-0 |
| 4    | Paniónios GSS         | 4   | 4 | 1 | 1 | 2 | 4  | 7  | -3   |  | Paniónios GSS              | 2-3 |     | 0-3 |     |     |
| 5    | Austria Vienne        | 1   | 4 | 0 | 1 | 3 | 1  | 6  | -5   |  | Austria Vienne             | 1-2 |     |     | 0-1 |     |

## Seizièmes de finale
Le tirage au sort s'est déroulé le 21 décembre 2007 à Nyon.

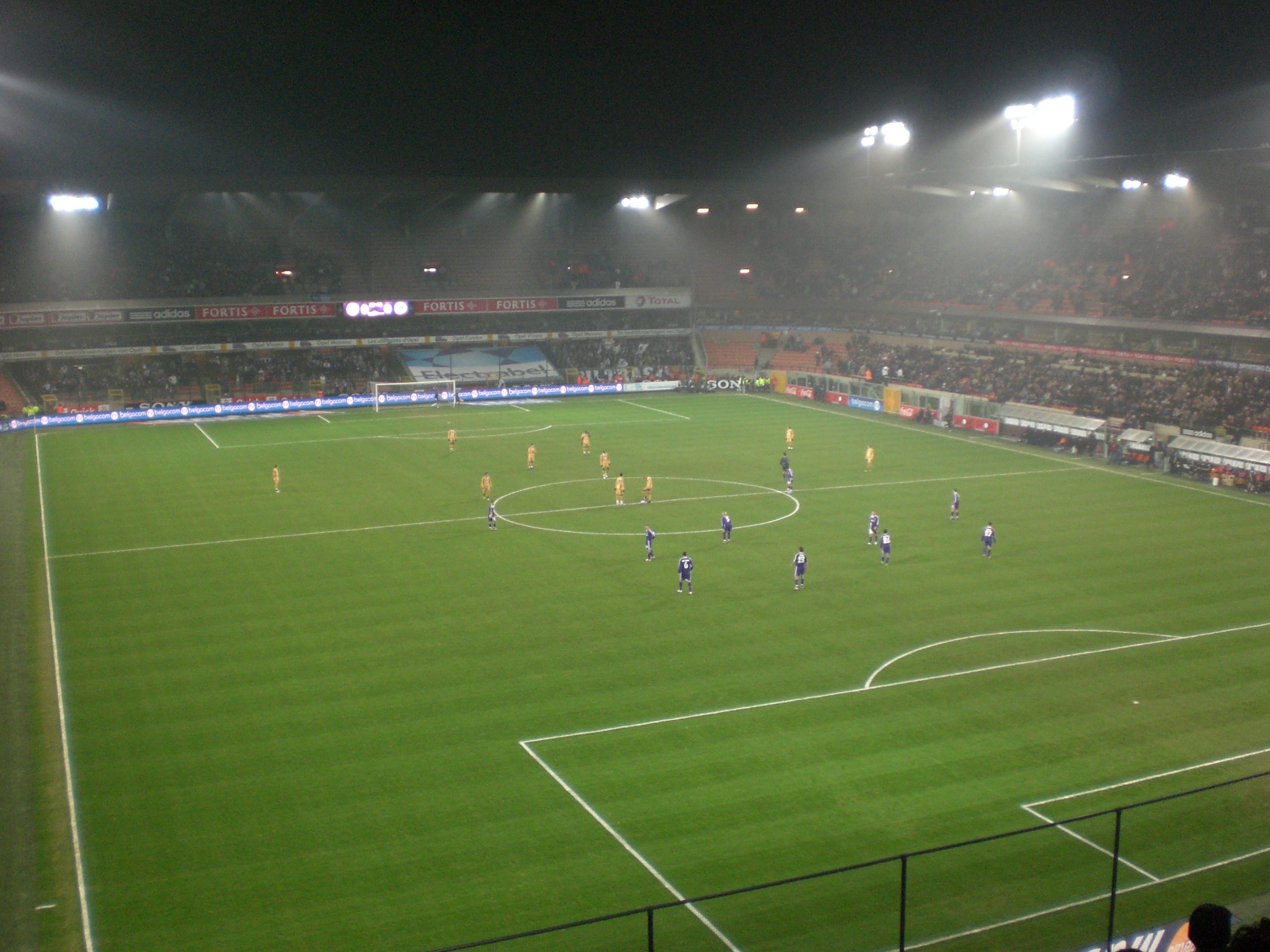
Coup d'envoi du 1/16e de finale de Coupe UEFA entre le RSC Anderlecht et les Girondins de Bordeaux (2-1), le 13 février 2008.

Les matchs aller se sont déroulés les 13 et 14 février 2008, les matchs retour le 21 février.
Les 24 équipes ayant terminé entre la première et la troisième place de leur groupe lors du tour précédent, sont rejointes par les 8 équipes ayant terminé troisième de leur groupe en Ligue des Champions 2007-2008.
| Match | Dates          | Pays                    | Club                   | Aller | Total | Retour | Club                  | Pays                    |
| ----- | -------------- | ----------------------- | ---------------------- | ----- | ----- | ------ | --------------------- | ----------------------- |
| 1     | 13/02 et 21/02 | Drapeau de la Grèce     | AEK Athènes            | 1-1   | 1-4   | 0-3    | Getafe CF             | Drapeau de l'Espagne    |
| 2     | 13/02 et 21/02 | Drapeau de la Russie    | Zénith St-Pétersbourg  | 1-0   | 2-2   | 1-2    | Villarreal            | Drapeau de l'Espagne    |
| 3     | 13/02 et 21/02 | Drapeau de la Turquie   | Galatasaray            | 0-0   | 1-5   | 1-5    | Bayer Leverkusen      | Drapeau de l'Allemagne  |
| 4     | 13/02 et 21/02 | Drapeau de la Belgique  | Anderlecht             | 2-1   | 3-2   | 1-1    | Girondins de Bordeaux | Drapeau de la France    |
| 5     | 13/02 et 21/02 | Drapeau de la Norvège   | SK Brann               | 0-2   | 1-8   | 1-6    | Everton               | Drapeau de l'Angleterre |
| 6     | 13/02 et 21/02 | Drapeau de l'Écosse     | Glasgow Rangers        | 0-0   | 1-1   | 1-1    | Panathinaïkos         | Drapeau de la Grèce     |
| 7     | 13/02 et 21/02 | Drapeau des Pays-Bas    | PSV Eindhoven          | 2-0   | 4-1   | 2-1    | Helsingborg           | Drapeau de la Suède     |
| 8     | 13/02 et 21/02 | Drapeau du Portugal     | Sporting Portugal      | 2-0   | 5-0   | 3-0    | FC Bâle               | Drapeau de la Suisse    |
| 9     | 13/02 et 21/02 | Drapeau de l'Allemagne  | Werder Brême           | 3-0   | 4-0   | 1-0    | Sporting Braga        | Drapeau du Portugal     |
| 10    | 13/02 et 21/02 | Drapeau de la France    | Olympique de Marseille | 3-0   | 3-2   | 0-2    | Spartak Moscou        | Drapeau de la Russie    |
| 11    | 14/02 et 21/02 | Drapeau de l'Écosse     | Aberdeen               | 2-2   | 3-7   | 1-5    | Bayern Munich         | Drapeau de l'Allemagne  |
| 12    | 14/02 et 21/02 | Drapeau de l'Angleterre | Bolton Wanderers       | 1-0   | 1-0   | 0-0    | Atlético Madrid       | Drapeau de l'Espagne    |
| 13    | 14/02 et 21/02 | Drapeau de la Suisse    | FC Zurich              | 1-3   | 1-3   | 0-0    | Hambourg SV           | Drapeau de l'Allemagne  |
| 14    | 14/02 et 21/02 | Drapeau de la Tchéquie  | Slavia Prague          | 1-2   | 2-3   | 1-1    | Tottenham Hotspur     | Drapeau de l'Angleterre |
| 15    | 14/02 et 21/02 | Drapeau de la Norvège   | Rosenborg BK           | 0-1   | 1-3   | 1-2    | ACF Fiorentina        | Drapeau de l'Italie     |
| 16    | 14/02 et 21/02 | Drapeau du Portugal     | Benfica Lisbonne       | 1-0   | 3-2   | 2-2    | 1.FC Nuremberg        | Drapeau de l'Allemagne  |

## Huitièmes de finale
Le tirage au sort s'est déroulé le 21 décembre 2007 à Nyon.
Les matchs aller se sont déroulés le 6 mars 2008, les matchs retour les 12 et 13 mars 2008.
| Match | Pays | Club                   | Aller | Total            | Retour    | Club                  | Pays |
| ----- | ---- | ---------------------- | ----- | ---------------- | --------- | --------------------- | ---- |
| 1     |      | RSC Anderlecht         | 0-5   | 2-6              | 2-1       | Bayern Munich         |      |
| 2     |      | Benfica                | 1-2   | 1-3              | 0-1       | Getafe CF             |      |
| 3     |      | Olympique de Marseille | 3-1   | 3-3*             | 0-2       | Zénith St-Pétersbourg |      |
| 4     |      | Bayer Leverkusen       | 1-0   | *3-3             | 2-3       | Hambourg SV           |      |
| 5     |      | ACF Fiorentina         | 2-0   | 2-2 (4-2 t.a.b.) | 0-2 a. p. | Everton               |      |
| 6     |      | Tottenham Hotspur      | 0-1   | 1-1 (5-6 t.a.b.) | 1-0 a. p. | PSV Eindhoven         |      |
| 7     |      | Glasgow Rangers        | 2-0   | 2-1              | 0-1       | Werder Brême          |      |
| 8     |      | Bolton Wanderers       | 1-1   | 1-2              | 0-1       | Sporting Portugal     |      |

- Leverkusen et le Zénit se qualifient grâce aux buts marqués à l'extérieur

### Tableau final
|  | Huitièmes de finale    | Huitièmes de finale      | Huitièmes de finale |                       |   | Quarts de finale   | Quarts de finale   | Quarts de finale   |  |  | Demi-finales             | Demi-finales             | Demi-finales             |  |  | Finale                                             | Finale                                             |
|  |                        |                          |                     |                       |   |                    |                    |                    |  |  |                          |                          |                          |  |  |                                                    |                                                    |
|  | 6 et 12 mars 2008      | 6 et 12 mars 2008        | 6 et 12 mars 2008   |                       |   | 3 et 10 avril 2008 | 3 et 10 avril 2008 | 3 et 10 avril 2008 |  |  | 24 avril et 1er mai 2008 | 24 avril et 1er mai 2008 | 24 avril et 1er mai 2008 |  |  | 14 mai 2008, Manchester City of Manchester Stadium | 14 mai 2008, Manchester City of Manchester Stadium |
|  | 6 et 12 mars 2008      | 6 et 12 mars 2008        | 6 et 12 mars 2008   |                       |   | 3 et 10 avril 2008 | 3 et 10 avril 2008 | 3 et 10 avril 2008 |  |  | 24 avril et 1er mai 2008 | 24 avril et 1er mai 2008 | 24 avril et 1er mai 2008 |  |  | 14 mai 2008, Manchester City of Manchester Stadium | 14 mai 2008, Manchester City of Manchester Stadium |
|  | RSC Anderlecht         | 0                        | 2                   |                       |   | 3 et 10 avril 2008 | 3 et 10 avril 2008 | 3 et 10 avril 2008 |  |  | 24 avril et 1er mai 2008 | 24 avril et 1er mai 2008 | 24 avril et 1er mai 2008 |  |  | 14 mai 2008, Manchester City of Manchester Stadium | 14 mai 2008, Manchester City of Manchester Stadium |
|  | RSC Anderlecht         | 0                        | 2                   |                       |   | 3 et 10 avril 2008 | 3 et 10 avril 2008 | 3 et 10 avril 2008 |  |  | 24 avril et 1er mai 2008 | 24 avril et 1er mai 2008 | 24 avril et 1er mai 2008 |  |  | 14 mai 2008, Manchester City of Manchester Stadium | 14 mai 2008, Manchester City of Manchester Stadium |
|  | Bayern Munich          | 5                        | 1                   |                       |   | 3 et 10 avril 2008 | 3 et 10 avril 2008 | 3 et 10 avril 2008 |  |  | 24 avril et 1er mai 2008 | 24 avril et 1er mai 2008 | 24 avril et 1er mai 2008 |  |  | 14 mai 2008, Manchester City of Manchester Stadium | 14 mai 2008, Manchester City of Manchester Stadium |
|  | Bayern Munich          | 5                        | 1                   | Bayern Munich         | 1 | 3e                 |                    |                    |  |  | 24 avril et 1er mai 2008 | 24 avril et 1er mai 2008 | 24 avril et 1er mai 2008 |  |  | 14 mai 2008, Manchester City of Manchester Stadium | 14 mai 2008, Manchester City of Manchester Stadium |
|  | 6 et 12 mars 2008      |                          |                     | Bayern Munich         | 1 | 3e                 |                    |                    |  |  | 24 avril et 1er mai 2008 | 24 avril et 1er mai 2008 | 24 avril et 1er mai 2008 |  |  | 14 mai 2008, Manchester City of Manchester Stadium | 14 mai 2008, Manchester City of Manchester Stadium |
|  |                        | Getafe CF                | 1                   | 3ap                   |   |                    |                    |                    |  |  | 24 avril et 1er mai 2008 | 24 avril et 1er mai 2008 | 24 avril et 1er mai 2008 |  |  | 14 mai 2008, Manchester City of Manchester Stadium | 14 mai 2008, Manchester City of Manchester Stadium |
|  | Benfica                | Getafe CF                | 1                   | 3ap                   | 1 | 0                  |                    |                    |  |  | 24 avril et 1er mai 2008 | 24 avril et 1er mai 2008 | 24 avril et 1er mai 2008 |  |  | 14 mai 2008, Manchester City of Manchester Stadium | 14 mai 2008, Manchester City of Manchester Stadium |
|  | Benfica                | 3 et 10 avril 2008       |                     |                       | 1 | 0                  |                    |                    |  |  | 24 avril et 1er mai 2008 | 24 avril et 1er mai 2008 | 24 avril et 1er mai 2008 |  |  | 14 mai 2008, Manchester City of Manchester Stadium | 14 mai 2008, Manchester City of Manchester Stadium |
|  | Getafe CF              | 2                        | 1                   |                       |   |                    |                    |                    |  |  | 24 avril et 1er mai 2008 | 24 avril et 1er mai 2008 | 24 avril et 1er mai 2008 |  |  | 14 mai 2008, Manchester City of Manchester Stadium | 14 mai 2008, Manchester City of Manchester Stadium |
|  | Getafe CF              | 2                        | 1                   | Bayern Munich         | 1 | 0                  |                    |                    |  |  |                          |                          |                          |  |  | 14 mai 2008, Manchester City of Manchester Stadium | 14 mai 2008, Manchester City of Manchester Stadium |
|  | 6 et 12 mars 2008      |                          |                     | Bayern Munich         | 1 | 0                  |                    |                    |  |  |                          |                          |                          |  |  | 14 mai 2008, Manchester City of Manchester Stadium | 14 mai 2008, Manchester City of Manchester Stadium |
|  |                        | Zénith St-Pétersbourg    | 1                   | 4                     |   |                    |                    |                    |  |  |                          |                          |                          |  |  | 14 mai 2008, Manchester City of Manchester Stadium | 14 mai 2008, Manchester City of Manchester Stadium |
|  | Bayer Leverkusen       | Zénith St-Pétersbourg    | 1                   | 4                     | 1 | 2e                 |                    |                    |  |  |                          |                          |                          |  |  | 14 mai 2008, Manchester City of Manchester Stadium | 14 mai 2008, Manchester City of Manchester Stadium |
|  | Bayer Leverkusen       | 24 avril et 1er mai 2008 |                     |                       | 1 | 2e                 |                    |                    |  |  |                          |                          |                          |  |  | 14 mai 2008, Manchester City of Manchester Stadium | 14 mai 2008, Manchester City of Manchester Stadium |
|  | Hambourg SV            | 0                        | 3                   |                       |   |                    |                    |                    |  |  |                          |                          |                          |  |  | 14 mai 2008, Manchester City of Manchester Stadium | 14 mai 2008, Manchester City of Manchester Stadium |
|  | Hambourg SV            | 0                        | 3                   | Bayer Leverkusen      | 1 | 1                  |                    |                    |  |  |                          |                          |                          |  |  | 14 mai 2008, Manchester City of Manchester Stadium | 14 mai 2008, Manchester City of Manchester Stadium |
|  | 6 et 12 mars 2008      |                          |                     | Bayer Leverkusen      | 1 | 1                  |                    |                    |  |  |                          |                          |                          |  |  | 14 mai 2008, Manchester City of Manchester Stadium | 14 mai 2008, Manchester City of Manchester Stadium |
|  |                        | Zénith St-Pétersbourg    | 4                   | 0                     |   |                    |                    |                    |  |  |                          |                          |                          |  |  | 14 mai 2008, Manchester City of Manchester Stadium | 14 mai 2008, Manchester City of Manchester Stadium |
|  | Olympique de Marseille | Zénith St-Pétersbourg    | 4                   | 0                     | 3 | 0                  |                    |                    |  |  |                          |                          |                          |  |  | 14 mai 2008, Manchester City of Manchester Stadium | 14 mai 2008, Manchester City of Manchester Stadium |
|  | Olympique de Marseille | 3 et 10 avril 2008       |                     |                       | 3 | 0                  |                    |                    |  |  |                          |                          |                          |  |  | 14 mai 2008, Manchester City of Manchester Stadium | 14 mai 2008, Manchester City of Manchester Stadium |
|  | Zénith St-Pétersbourg  | 1e                       | 2                   |                       |   |                    |                    |                    |  |  |                          |                          |                          |  |  | 14 mai 2008, Manchester City of Manchester Stadium | 14 mai 2008, Manchester City of Manchester Stadium |
|  | Zénith St-Pétersbourg  | 1e                       | 2                   | Zénith St-Pétersbourg | 2 |                    |                    |                    |  |  |                          |                          |                          |  |  |                                                    |                                                    |
|  | 6 et 13 mars 2008      |                          |                     | Zénith St-Pétersbourg | 2 |                    |                    |                    |  |  |                          |                          |                          |  |  |                                                    |                                                    |
|  |                        | Glasgow Rangers          | 0                   |                       |   |                    |                    |                    |  |  |                          |                          |                          |  |  |                                                    |                                                    |
|  | Glasgow Rangers        | Glasgow Rangers          | 0                   | 2                     | 0 |                    |                    |                    |  |  |                          |                          |                          |  |  |                                                    |                                                    |
|  | Glasgow Rangers        |                          |                     | 2                     | 0 |                    |                    |                    |  |  |                          |                          |                          |  |  |                                                    |                                                    |
|  | Werder Brême           | 0                        | 1                   |                       |   |                    |                    |                    |  |  |                          |                          |                          |  |  |                                                    |                                                    |
|  | Werder Brême           | 0                        | 1                   | Glasgow Rangers       | 0 | 2                  |                    |                    |  |  |                          |                          |                          |  |  |                                                    |                                                    |
|  | 6 et 13 mars 2008      |                          |                     | Glasgow Rangers       | 0 | 2                  |                    |                    |  |  |                          |                          |                          |  |  |                                                    |                                                    |
|  |                        | Sporting Portugal        | 0                   | 0                     |   |                    |                    |                    |  |  |                          |                          |                          |  |  |                                                    |                                                    |
|  | Bolton Wanderers       | Sporting Portugal        | 0                   | 0                     | 1 | 0                  |                    |                    |  |  |                          |                          |                          |  |  |                                                    |                                                    |
|  | Bolton Wanderers       | 3 et 10 avril 2008       |                     |                       | 1 | 0                  |                    |                    |  |  |                          |                          |                          |  |  |                                                    |                                                    |
|  | Sporting Portugal      | 1                        | 1                   |                       |   |                    |                    |                    |  |  |                          |                          |                          |  |  |                                                    |                                                    |
|  | Sporting Portugal      | 1                        | 1                   | Glasgow Rangers       | 0 | 0 tab(4)           |                    |                    |  |  |                          |                          |                          |  |  |                                                    |                                                    |
|  | 6 et 12 mars 2008      |                          |                     | Glasgow Rangers       | 0 | 0 tab(4)           |                    |                    |  |  |                          |                          |                          |  |  |                                                    |                                                    |
|  |                        | ACF Fiorentina           | 0                   | 0ap (2)               |   |                    |                    |                    |  |  |                          |                          |                          |  |  |                                                    |                                                    |
|  | ACF Fiorentina         | ACF Fiorentina           | 0                   | 0ap (2)               | 2 | 0 tab(4)           |                    |                    |  |  |                          |                          |                          |  |  |                                                    |                                                    |
|  | ACF Fiorentina         |                          |                     |                       | 2 | 0 tab(4)           |                    |                    |  |  |                          |                          |                          |  |  |                                                    |                                                    |
|  | Everton                | 0                        | 2ap (2)             |                       |   |                    |                    |                    |  |  |                          |                          |                          |  |  |                                                    |                                                    |
|  | Everton                | 0                        | 2ap (2)             | ACF Fiorentina        | 1 | 2                  |                    |                    |  |  |                          |                          |                          |  |  |                                                    |                                                    |
|  | 6 et 12 mars 2008      |                          |                     | ACF Fiorentina        | 1 | 2                  |                    |                    |  |  |                          |                          |                          |  |  |                                                    |                                                    |
|  |                        | PSV Eindhoven            | 1                   | 0                     |   |                    |                    |                    |  |  |                          |                          |                          |  |  |                                                    |                                                    |
|  | Tottenham Hotspur      | PSV Eindhoven            | 1                   | 0                     | 0 | 1ap (5)            |                    |                    |  |  |                          |                          |                          |  |  |                                                    |                                                    |
|  | Tottenham Hotspur      |                          |                     |                       | 0 | 1ap (5)            |                    |                    |  |  |                          |                          |                          |  |  |                                                    |                                                    |
|  | PSV Eindhoven          | 1                        | 0 tab(6)            |                       |   |                    |                    |                    |  |  |                          |                          |                          |  |  |                                                    |                                                    |
|  | PSV Eindhoven          | 1                        | 0 tab(6)            |                       |   |                    |                    |                    |  |  |                          |                          |                          |  |  |                                                    |                                                    |

( ) = Tirs au but; ap = Après prolongation; e = qualification aux buts marqués à l'extérieur

## Quarts de finale
Le tirage a eu lieu le 14 mars 2008 à Nyon.
Les matchs aller se sont déroulés le 3 avril 2008, les matchs retour le 10 avril 2008.
| Match | Pays | Club             | Aller | Total | Retour   | Club                  | Pays |
| ----- | ---- | ---------------- | ----- | ----- | -------- | --------------------- | ---- |
| 1     |      | Bayer Leverkusen | 1-4   | 2-4   | 1-0      | Zénith St-Pétersbourg |      |
| 2     |      | Glasgow Rangers  | 0-0   | 2-0   | 2-0      | Sporting Portugal     |      |
| 3     |      | Bayern Munich    | 1-1   | *4-4  | 3-3 a.p. | Getafe CF             |      |
| 4     |      | ACF Fiorentina   | 1-1   | 3-1   | 2-0      | PSV Eindhoven         |      |

(*) : La Bayern se qualifie grâce aux buts marqués à l'extérieur

## Demi-finale
Le tirage a eu lieu le 14 mars 2008 à Nyon, en même temps que celui des quarts de finale.
Les matchs aller se sont déroulés le 24 avril 2008, les matchs retour le 1er mai 2008.
| Match | Pays | Club            | Aller | Total            | Retour    | Club                  | Pays |
| ----- | ---- | --------------- | ----- | ---------------- | --------- | --------------------- | ---- |
| 1     |      | Bayern Munich   | 1-1   | 1-5              | 0-4       | Zénith St-Pétersbourg |      |
| 2     |      | Glasgow Rangers | 0-0   | 0-0 (4-2 t.a.b.) | 0-0 a. p. | ACF Fiorentina        |      |

## Finale
| Club                     | Total | Club            |
| ------------------------ | ----- | --------------- |
| Zénith Saint-Pétersbourg | 2 - 0 | Glasgow Rangers |

## Meilleurs buteurs
| # |                        | Joueur           | Club                     | Buts |
| - | ---------------------- | ---------------- | ------------------------ | ---- |
| 1 |                        | Pavel Pogrebnyak | Zénith Saint-Pétersbourg | 10   |
| - |                        | Luca Toni        | Bayern Munich            | 10   |
| 3 | Drapeau de l'Allemagne | Stefan Kießling  | Bayer Leverkusen         | 7    |
| 4 |                        | Henrik Larsson   | Helsingborgs IF          | 6    |
| - |                        | Adrian Mutu      | ACF Fiorentina           | 6    |
| - | Drapeau du Bénin       | Razak Omotoyossi | Helsingborgs IF          | 6    |

Source : [PDF] Top scorers